# Alfredo Sanzol
Alfredo Sanzol Sanz (Pamplona, 1972) es un director y dramaturgo español.

## Biografía
Alfredo Sanzol es autor y director de teatro. Licenciado en Derecho por la Universidad de Navarra y en Dirección de Escena por la Real Escuela Superior de Arte Dramático. Miembro de la Asociación de Directores de Escena de España y de la Sociedad General de Autores. Además ha impartido cursos y talleres en La Casa de América, La Casa Encendida, El Teatro Nacional de Bogotá, Matadero-Madrid, La Sala Beckett, La Térmica, La Escuela Navarra de Teatro, la Sociedad General de Autores, el Festival de Teatro Clásico de Olite y el Centro Dramático Nacional.
En abril de 2019 se anunció su nombramiento como director del Centro Dramático Nacional, cargo que ocupa desde el 1 de enero de 2020.

## Obra
Entre sus producciones más destacadas se encuentran:

### Dramaturgia y Dirección
- Ensimismada. (2024) Producción Centro Dramático Nacional.
- Fundamentalmente fantasías para la resistencia. (2023) Producción Centro Dramático Nacional.
- El bar que se tragó a todos los españoles. (2021) Producción Centro Dramático Nacional.
- La valentía. (2018) Lazona y Teatro Pavón Kamikaze.[5][6]
- La ternura. (2017) Lazona y Teatro de la Abadía.
- La respiración. (2016) Lazona y Teatro de la Abadía.
- La calma mágica. (2014) Tanttaka y Centro Dramático Nacional.
- Aventura! (2012) T de Teatre y Teatre Lliure.
- En la luna. (2011) Teatro de la Abadía.
- Días estupendos. (2010) Lazona y Centro Dramático Nacional.
- Delicadas. (2010) T de Teatre y Festival Grec.
- Sí, pero no lo soy. (2008) Producción Centro Dramáticon Nacional.
- Risas y destrucción. (2007) Producciones del Callao.
- Cous cous & churros. (2001) Producciones del Callao.

### Dirección
- La casa de Bernarda Alba. (2024) Producción Centro Dramático Nacional.
- El golem. (2022) Producción Centro Dramático Nacional.
- Macbeth. (2020) Junto a Gerardo Vera. Producción Centro Dramático Nacional.
- El barberillo de Lavapiés. (2019) Teatro de la Zarzuela.
- Luces de bohemia. (2018) Producción Centro Dramático Nacional.
- La dama boba. (2017) Joven Compañía Nacional de Teatro Clásico.
- Edipo Rey. (2015) Producción Teatro de la Ciudad/ Teatro de la Abadía.
- Esperando a Godot. (2013) Producción Centro Dramático Nacional.[7]
- La importancia de llamarse Ernesto (2012) Teatro Gayarre.
- La cabeza del Bautista. (2009) Producción Centro Dramático Nacional.
- Carrusel Palace. (1999) Producciones del Callao.
- Como los griegos. (1999) RESAD y Producciones del Callao.

### Dramaturgia
- Historias de Usera. (2016) Kubik Fabrik Producciones. Junto a Miguel del Arco, José Padilla, Denise Despeyroux, Alberto Olmos y Alberto Sánchez-Cabezudo.
- Romeo y Julieteta. (2016) Junto a Helena Lanza.
- El manual de la buena esposa. (2012) Lazona. Junto a Yolanda García Serrano, Verónica Fernández, Anna R. Costa, Miguel del Arco y Juan Carlos Rubio.

## Premios y distinciones
Sanzol ha recibido en tres ocasiones el Premio Max de las Artes Escénicas. En 2011 en la categoría de Mejor Autor Teatral en Catalán o Valenciano por Delicades, y en 2012 y 2013 en la categoría de Mejor Autor Teatral en Castellano por Días estupendos y por En la luna, respectivamente. Por esta obra en 2012 recibió el Premio Ceres al Mejor Autor Teatral.
Recibió por su obra La respiración, el Premio Nacional de Literatura en 2017 en la modalidad de Literatura Dramática. El jurado decidió premiar esta obra “por la estructura de una trama tan abierta como compacta, con unos personajes sólidos que evolucionan dramáticamente y que se mueven en una renovada sentimentalidad”. En 2018 ganó el XII Premio Valle-Inclán de Teatro por La ternura.